# Gavdos
Gavdos (Γαύδος) je řecký ostrov v Libyjském moři, necelých 50 km jižně od Kréty. Je součástí prefektury Chania. Ostrov má rozlohu 27 km² a dle sčítání lidu z roku 2011 je na něm hlášeno 152 obyvatel, i když celoročně jich tam zůstává přibližně 50. Hlavním městem je Kastri, nejvyšším bodem je hora Vardia (345 m n. m.). Mys Tripiti na jihu ostrova je nejjižnějším místem Řecka. Ostrov tvoří zároveň obec, obecní jednotku a komunitu spolu s neobydleným ostrůvkem Gavdopoula (Malý Gavdos) o rozloze necelé 2 km², který leží mezi Gavdosem a Krétou.

## Obyvatelstvo
V obci, obecní jednotce resp. v komunitě žilo v roce 2011 152 obyvatel. Celkem je v obci 6 sídel, z nichž 5 je na hlavním ostrově Gavdos a jedno v roce 2011 bez stálých obyvatel je na ostrůvku Gavdopoúla. Sídla na ostrově Gavdos s uvedením počtu obyvatel v závorce jsou Fokia (53), Kastri (37), Vatsiana (31), Karabe (21), Ampelos (10).

## Historie
Gavdos je osídlen již od neolitu. Bývá ztotožňován s ostrovem Ogýgie, na němž podle legendy nymfa Kalypsó sváděla Odyssea (dalším možným kandidátem je maltský ostrov Gozo). V římských dobách byl nazýván Cauda; zmiňuje se o něm svatý Pavel z Tarsu, který zde našel útočiště před mořskou bouří na své cestě do Říma.[nedostupný zdroj] V 9. století se uvádí na Gavdosu 8 000 obyvatel, ostrov měl samostatné arcibiskupství. Od té doby se v důsledku eroze a vyčerpání přírodních zdrojů, především vody, stále vylidňuje.

## Zajímavosti
Pro klid a odlehlost naopak vyhledávají ostrov dobrodružně založení turisté, především hippies a nudisté. V letní sezóně tak žijí na Gavdosu přes tři tisíce lidí. Ostrov je přístupný trajektem z Kréty, který ale jezdí nepravidelně, podle počasí. Není zde lékařská služba, elektrickou energii zajišťují nárazově naftové generátory. Hlavní atrakcí pro návštěvníky je nejjižnější výběžek Evropy, skalní brána, na které je umístěna obří židle s větrnou růžicí. Ostrov je porostlý macchií, teploty dosahují přes 40 °C. Za vlády generála Metaxase sloužil k internaci politických vězňů.